# Psittacinae
Psittacinae sunt una dintre cele două subfamilii de păsări psittaciforme aparținând familiei Psittacidae, ai cărei membri trăiesc în Africa subsahariană. Subfamilia conține douăsprezece specii și două genuri existente. Printre specii se numără iconicul papagal gri african.

## Taxonomie
Această subfamilie, împreună cu subfamilia soră Arinae a papagalilor neotropicali, constituie familia Psittacidae, una dintre cele trei familii de papagali tipici.
Genul Psittacus
- Psittacus erithacus
- Psittacus timneh

Genul Poicephalus
- Poicephalus robustus
- Poicephalus gulielmi
- Poicephalus meyeri
- Poicephalus rueppellii
- Poicephalus cryptoxanthus
- Poicephalus rufiventris
- Poicephalus senegalus
- Poicephalus crassus
- Poicephalus flavifrons
- Poicephalus fuscicollis